# マルク・ラマッキア
マルク・ラマッキア（Marc LaMacchia、1982年4月27日）はアメリカ合衆国出身の野球選手。
ポジションは投手。右投右打。現在はテキサス・レンジャースのルーキーリーグでプレーしている。A級以上のクラスは経験していない。
2006年にイタリア系アメリカ人としてワールドベースボールクラシックイタリア代表に選出された。